# A Wedding (ópera)
A Wedding (título original en inglés; en español, Una boda) es una ópera cómica en dos actos, con música de William Bolcom y libreto en inglés de Robert Altman y Arnold Weinstein, basada en la película homónima dirigida por Altman en 1978.
La Ópera Lírica de Chicago encargó la obra, y la ópera se estrenó allí el 11 de diciembre de 2004. El estreno tuvo dirección escénica de Altman y fue dirigida por Dennis Russell Davies. Los 48 personajes de la película fueron reducidos a 19 sobre el escenario.
Desde el estreno, A Wedding ha sido representada en Escuela de Música Jacobs de la Universidad de Indiana, la Escuela de Música Moores de la Universidad de Houston y el Conservatorio de Música Oberlin. En las estadísticas de Operabase aparece con solo una representación en el período 2005-2010. La Academia de Música del Oeste encargó a Bolcom escribir una versión de cámara de la ópera, con una orquestación reducida. Esta reorquestación se estrenó el 8 de agosto de 2008 en Santa Bárbara, California. 